# Liste des épisodes de Neo Angelique Abyss
Cet article est un complément de l’article sur l'anime Neo Angelique Abyss. Il contient la liste des épisodes diffusés sur la chaîne TV Tokyo.

## Neo Angelique Abyss
| No | Titre anglais             | Titre japonais         | Titre japonais       | Date de 1re diffusion |
| No | Titre anglais             | Kanji                  | Rōmaji               | Date de 1re diffusion |
| --- | ------------------------- | ---------------------- | -------------------- | --------------------- |
| 01 | The Miracle Girl          | 奇跡の少女             | Kiseki no shōjo      | 6 avril 2008          |
| On apprend qu'Angélique se trouve dans une école privée de filles. Un « charmant jeune homme » arrive et la rumeur court qu'il veut la voir. La principale la convoque donc et ce jeune homme s'avère être le Comte de Nyx. Il lui dit qu'elle est une purificatrice, une fille ayant le pouvoir comme certaines rares personnes, de tuer les Thanatos. Pendant ce temps, un jeune homme en rouge se bat contre ces bêtes dans la forêt derrière l'établissement. Angélique sort du bureau de la principale et voit un petit chat blanc. Elle hésite, puis le suit finalement jusqu'au jeune homme en rouge, blessé, mais sauf. Attaqué au bras, elle le soigne dans sa chambre quand ses amies la surprenne. Elle cache donc vite le jeune homme, Rayne, purificateur, dans son armoire et fait entrer ses amies qui se demandent que voulait le Comte. Elle leur explique, puis, une autre attaque de Thanatos éclate dans la cour. |                           |                        |                      |                       |
| 02 | Under the Table           | テーブルの下で         | Tēburu no shita de   | 13 avril 2008         |
| Angélique, Nyx et Rayne arrivent au manoir Hidamari. Angélique a changé de vêtements. La scène se passe dans le hall du manoir où Nyx apprend à Angélique que ce sera sa nouvelle demeure. Celle-ci est abasourdie par le luxe de la décoration. Voyant sa fascination, il la complimente sur la belle robe qu'il lui a offerte. Angélique croit qu'il se moque d'elle. Il lui propose de lui montrer sa chambre, au second étage. Dans l'escalier, Rayne demande s'« il peut y aller ». Nyx le remercie et lui donne son accord. Nous apprenons que, malgré son jeune âge, Rayne fait des recherches scientifiques. Ils entrent finalement dans la nouvelle chambre d'Angélique. |                           |                        |                      |                       |
| 03 | The Silver Knight         | 銀色の騎士             | Gin'iro no kishi     | 20 avril 2008         |
| 04 | Black Attack              | 黒の襲撃               | Kuro no shūgeki      | 27 avril 2008         |
| 05 | Journey of Determination  | 決意の旅路             | Ketsui no tabiji     | 4 mai 2008            |
| 06 | Visiting the Holy Capital | 聖都参詣               | Seito sankei         | 11 mai 2008           |
| 07 | Seed of Happiness         | 幸せの種               | Shiawase no tane     | 18 mai 2008           |
| 08 | Jinx                      | ジンクス               | Jinkusu              | 25 mai 2008           |
| 09 | A Day Off in Wodon        | ウォードンの休日       | Wōdon no kyūjitsu    | 1er juin 2008         |
| 10 | Time's Rondo              | 時の輪舞曲             | Toki no rinbu kyoku  | 8 juin 2008           |
| 11 | Dark Clouds               | 暗雲                   | An'un                | 15 juin 2008          |
| 12 | The Captured Angelique    | 囚われのアンジェリーク | Toraware no Anjerīku | 22 juin 2008          |
| 13 | Return, and Then…         | 帰還, そして...        | Kikan, soshite…      | 29 juin 2008          |

## Neo Angelique Abyss -Second Age-
| No | Titre anglais                   | Titre japonais       | Titre japonais          | Date de 1re diffusion |
| No | Titre anglais                   | Kanji                | Rōmaji                  | Date de 1re diffusion |
| -- | ------------------------------- | -------------------- | ----------------------- | --------------------- |
| 01 | Lost Light                      | 失われた光           | Ushinawareta hikari     | 6 juillet 2008        |
| 02 | The Melody of Encounters        | 邂逅の旋律           | Kaikō no senritsu       | 13 juillet 2008       |
| 03 | Sword in Hand                   | 剣をその手に         | Ken o sono te ni        | 20 juillet 2008       |
| 04 | The Tower of Dreaming Souls     | 夢魂の塔             | Mukon no tō             | 27 juillet 2008       |
| 05 | My Little Angie                 | マイ·リトル·アンジェ | Mai Ritoru Anje         | 3 août 2008           |
| 06 | Holy Rebellion                  | 聖なる反乱           | Seinaru hanran          | 10 août 2008          |
| 07 | A Night of Truth                | 真実の一夜           | Shinjitsu no ichiya     | 17 août 2008          |
| 08 | The Young Men's Resolve         | 少年達の覚悟         | Shōnentachi no kakugo   | 24 août 2008          |
| 09 | Termination on the Snowy Plains | 雪原のTermination    | Setsugen no Termination | 31 août 2008          |
| 10 | The Payment for Sin             | 罪の代償             | Tsumi no daishō         | 7 septembre 2008      |
| 11 | Slumber in Celestizam           | セレスティザムに眠れ | Seresutizamu ni nemure  | 14 septembre 2008     |
| 12 | To the Sky…                     | 天空へ...            | Sora e…                 | 21 septembre 2008     |
| 13 | An Eternal Arcadia              | 永遠のアルカディア   | Eien no ARUKADIA        | 28 septembre 2008     |